# Carex pilosiuscula
Carex pilosiuscula là một loài thực vật có hoa trong họ Cói. Loài này được Gobi mô tả khoa học đầu tiên năm 1876.